# Gribànovka
Gribànovka (en rus: Грибановка) és un poble de l'óblast d'Omsk, a Rússia, que en el cens del 2010 tenia 52 habitants. Pertany al districte rural de Mariànovka.